# Kiriwina
Kiriwina è un'isola corallina di Papua Nuova Guinea.

## Geografia
L'isola di Kiriwina è la più grande delle Isole Trobriand ed è situata a circa 200 km a nord dall'estrema punta sud-orientale di Papua Nuova Guinea. Lunga 48 km, larga dai 5 ai 16 km e relativamente piatta, è ricoperta da foreste pluviali e da mangrovie lungo le coste. Il clima è tropicale umido.
Densamente popolata, il centro principale è Losuia situata nella parte nord-occidentale. L'attività principale è la coltivazione di igname e la produzione di copra, i quali sono anche i maggiori prodotti esportati. È presente una pista d'atterraggio.

## Storia
L'isola fu utilizzata come base aerea dalle forze alleate durante la seconda guerra mondiale.